# Ramón Buxarrais Ventura

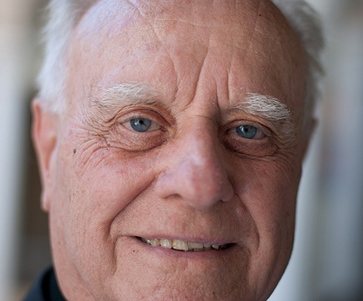
Bischof Ramón Buxarrais

Ramón Buxarrais Ventura (* 12. Dezember 1929 in Santa Perpètua de Mogoda) ist Altbischof von Málaga.

## Leben
Ramón Buxarrais Ventura empfing am 17. Dezember 1955 die Priesterweihe. Paul VI. ernannte ihn am 16. August 1971 zum Bischof von Zamora.
Der Apostolische Nuntius in Spanien Luigi Dadaglio spendete ihm am 3. Oktober desselben Jahres die Bischofsweihe; Mitkonsekratoren waren Felix Romero Menjibar, Erzbischof von Valladolid, und Marcelo González Martín, Erzbischof von Toledo.
Am 13. April 1973 wurde er zum Bischof von Málaga ernannt. Von seinem Amt trat er am 11. September 1991 zurück.